# Vis Atomi
Vis Atomi (IS - instrumentalni sastav Atomi), je jedan od najstarijih električarskih rock skupina iz Zagreba. Pojam "električarski" je nastao kao posprdni naziv korišten od etabliranih "estradnih umjetnika" za prve sastave koji su koristili samo električne gitare. Naziv se lijepo primio i pomalo gubio posprdni značaj, a nestao je polagano s uvođenjem i drugih instrumenata u rock sastave.
Bili su prvi instrumentalni sastav u Zagrebu i svirali su pod utjecajem The Shadowsa. U svojoj glazbenoj karijeri snimali su skladbe za Radio Zagreb i objavili su jedan EP. Atome su osnovali srednjoškolci iz Zagreba. Miro Wohlfart (1942.) i Ninoslav Kožul pohađali su Srednju tehničku školu, dok su Darko Brozović (1944.) i Mišo Zozolly (1944.) išli u V. gimnaziju. U samom početku nisu imali bubnjara, ali već s prvim kućnim snimkama priključuje im se Josip Dajčman (1943.).

## Povijest sastava
Početkom 1960-ih godina, sastav osnivaju Mišo Zozolly (bas-gitara), Darko Brozović (solo gitara) i Miro Wohlfart (ritam gitara). Nakon što su u kućnoj radinosti napravili prve snimke (na kojima je tehničar bio Ninoslav Kožul), u sastav dolazi Josip Dajčman na mjesto bubnjara.
Svirali su uglavnom instrumentalnu glazbu i bili su pod utjecajem britanskog sastava The Shadows. Prvi nastup imali su 2. listopada 1962. godine s repertoarom britanskih i američkih instrumentalnih sastava - Shadows, Champs, Ventures, Ramrods i Duane Eddy-ja. Već nakon par dana 16. listopada 1962. godine, snimaju zvuk - kompilaciju Johnny Will i Blue star (tada TV Zagreb još nije imala magnetoskop za snimanje slike) za svoj prvi nastup na TV-u (producent Mićo Brajević), u emisiji Mendo i Slavica.
Skupina je bila osim po specifičnom kristalno čistom zvuku, poznata i po tome što su gotovo sve instrumente (gitare) i pojačala, napravili sami. Pojačala i elektronski vibrator je napravio Nino Kožul (srednjoškolac iz Tehničke škole u Klaićevoj), a gitare (solo, ritam i bas) je napravio Mišo Zozolly, po uzoru na gitare koje su svirali članovi sastava The Shadows, a koje je vidio na omotnici ploče. Nastupali su na matinejama u tadašnjem Varijeteu kod Vikija Glovackog, na svom stalnom plesu u Udruženju obrtnika grada Zagreba. Snimili su više vlastitih instrumentalnih skladbi za Radio Zagreb, pojavili su se i u par televizijskih emisija (Mendo i SlavicaX/62., otvorenja motela Zagreb na Bundeku(XII/62., TV Magazin sa Zdenkom Vučković i s kvartetom 4M I i II/63.). Od instrumentalnih snimaka najpopularnija na Radio Zagrebu (i Radio Sljemenu) bila je "Sedam dana oko vatre", a najcjenjenija po kvaliteti "Plava zvijezda"(Blue star).
Oproštajni koncert sastava održan je 18. ožujka 1963. godine u zagrebačkom Varieteu, kada su uz Atome nastupili i; Meteori, Pirati, Crveni đavoli (budući Crveni koralji) i Mladi.
U TV emisiji "Crno-bijelo u boji" 23. prosinca 1997. godine u prvoj emisiji "Hrvatski rock 60-tih", snimljen je razgovor s članovima koji su mogli doći u "Hard rock caffe" (Wohlfart, Zozolly, Kožul), slušane su audio snimke iz osobnog arhiva Miše Zozollya iz 1962. i 1963. a video snimku koja je prikazana poslao je na traci poštom Brozović iz SAD-a.
Atomi 3. prosinca 2006. godine nastupaju na TV-u u emisiji Crno bijelo u boji, a osim njih nastupio je i sastav "Bambi molesters", koji njeguju tradiciju instrumentalnog rocka.
Nastupali su aktivno od 2. listopada 1962. do 18 ožujka 1963. godine. Nakon 44 godine ponovno su nastupili u živo s bubnjarom Salihom Sadikovićem, u TV emisiji snimljenoj u klubu Boogaloo u Zagrebu, povodom 80 godina radija, 50 godina TV-a i 50 godina rocka u Hrvatskoj. Svirali su "Driftin'" i "Sedam dana oko vatre". Video snimka tog nastupa nalazi se na YouTubeu.

## O sastavu
Većina članova sastava (osim Ninoslava Kožula koji je preminuo 2004. godine), žive izvan Hrvatske. Darko Brozović živi u Clevelandu, Josip Dajčman u Goeteborgu, Mišo Zozolly u Ljubljani, dok Miro Wohlfart i Salih Sadiković žive u Zagrebu.
Uvršteni su EX-YU Rock enciklopediju P.Janjatovića, a značajan udio imaju i u knjizi "Kad je rock bio mlad" Siniše Škarice, iz 2005. Članci o njima bili su objavljivani u zagrebačkom "Plavom vjesniku" (svibanj 1963.), "Studiu", "Areni", "Ritmu" i sl.

## Diskografija
- 1963. "Driftin'" (U zanosu) / "Golden Earrings" (Zlatne naušnice) (Jugoton)
- Twist na ulici,"Hawajski twist", "Čarobni trenuci", "Jurij Gagarin"  EP Jugoton s vokalnim kvartetom Problem ( skladatelj "Twista na ulici" Alfi Kabiljo) 1963.( klaviolin na toj ploči svira dr.Nikica Kalogjera)
- Kralj pajaca / Moj rodni kraj, SP Jugoton sa Zdenkom Vučković  - 3. 1963.
- "Ostala si sama" ("Ora sei rimasta sola") EP Jugoton s Gabi Novak, aranžmani Nikica Kalogjera. (na toj ploči bio je bubnjar Tex Benini) - 3. 1963.

2001. godine su sudjelovanjem preko Atlantika Mišo Zozolly, Darko Brozović i Tex Benini realizirali CD 38 godina poslije na kojem je snimljeno pet snimaka melodija iz nekadašnjeg opusa - "Zlatne naušnice", Sedam dana oko vatre", "Besame mucho", "Johnny Will" i "Zlatna ulica".
2001. su u okviru CD zbirke "Zlatne godine" (izdavačka kuća Memphis Zagreb), objavljene dvije snimke iz 1962. godine i to "Zlatna ulica" i "Zlatne naušnice".
2003. godine je na CD kompilaciji Hrvatski instrumentalni rock (1961. – 1965.) koju objavljuje izdavačka kuća Croatia Records, uvrštena je njihova skladba "U zanosu" iz 1963. (SP ploča). CD je bio dodatak IQ magazinu br.10.
2003. godine je na kompilaciji "Mala antologija hrvatskog rocka 1963. – 1997." koju objavljuju skupa Hit records/Suzy i Croatia records, kao prva na prvom CD objavljena snimka s njihovog SP iz 1963. - Driftin'(u zanosu).
2005. je u vlastitoj režiji (Miro Wohlfart) napravljen CD sa svim snimcima za Radio Zagreb iz 1962. i 1963. godine.
2005. u okviru Croatia Records zbirke 6 CD uz knjigu "Kad je rock bio mlad" objavljeno svih 7 zvučnih zapisa instrumentalnog rocka kao i snimka "Twista na ulici" s EP ploče s "Problemima" iz 1963.
2007. Mišo Zozolly izrađuje u vlastitoj režiji nekomercijalni DVD nastupa na "Crno bijelo u boji", (Driftin- U zanosu) dne 3.prosinca 2006. godine.

## Tonski zapisi
- Sedam dana oko vatre - 1.1963.
- Johnny Will 10. 1962.
- Zlatna ulica (Find me a golden street) 10.1962.
- Besame Mucho 1. 1963.
- Zlatna naušnica (Golden earrings) 1.1963.
- Plava zvijezda (Blue star) 1.1963.
- U zanosu (Driftin') 10.1962.

Svi navedeni tonski zapisi snimljeni su u dvorani ISTRA u Zagrebu, za Radio Zagreb. Ton majstor je za sve bio pok. Radan Bosner († 2001.), a urednik Stjepan Mihaljinec (†2014).